# Cláudio Mortari
Cláudio Mortari (San Paolo, 15 marzo 1948) è un ex cestista e allenatore di pallacanestro brasiliano.

## Carriera
Da giocatore ha militato nel Palmeiras sin dal 1961; si è ritirato nel 1973, intraprendendo subito dopo la carriera di allenatore.
Ha allenato il Brasile ai Giochi olimpici del 1980 svoltisi a Mosca, classificandosi al 5º posto. L'anno precedente, alla guida dell'Esporte Clube Sírio, aveva conquistato la Coppa Intercontinentale disputata in Brasile. Ha allenato numerose squadre brasiliane e dal 2010 guida il Pinheiros.

## Palmarès
- Coppa Intercontinentale: 1

Esporte Clube Sírio: 1979
- FIBA Americas League: 1

Pinheiros: 2012-13
- Campionato brasiliano: 5[4]

Palmeiras: 1977
Esporte Clube Sírio: 1978, 1979, 1983
Rio Claro: 1995